# Росаш (Барановицький район)
Роса́ш (трансліт.: Rosaš, рос. Росошь) — хутір у Барановицькому районі Берестейської області Білорусі. Входить до складу Вольновської сільської ради.